# Llista de participants al Tour de França de 1999
El Tour de França de 1999 fou disputat per 180 corredors repartits entre 20 equips.

## Llista de participants
| Llegenda                 | Llegenda | Llegenda              | Llegenda                                                                                         |
| ------------------------ | --- | --------------------- | ------------------------------------------------------------------------------------------------ |
| #                        | Dorsal de sortida que du el ciclista al Tour                                                                | Pos.                  | Posició final a la classificació general                                                         |
| Mallot groc              | Vencedor de la classificació general                                                                        | Mallot de la muntanya | Vencedor de la classificació de la muntanya                                                      |
| Mallot verd              | Vencedor de la classificació per punts                                                                      | Mallot blanc          | Vencedor de la classificació dels joves                                                          |
| classificació per equips | Vencedor de la classificació per equips                                                                     | Combativitat          | Vencedor de la combativitat                                                                      |
| NP                       | Indica un ciclista que no ha pres la sortida en una etapa, seguit del número de l'etapa en què s'ha retirat | AB                    | Indica un ciclista que no ha finalitzat una etapa, seguit del número d'etapa en què s'ha retirat |
| HD                       | Indica un ciclista que ha finalitzat una etapa fora de control, seguit del número d'etapa                   | EX                    | Corredor exclòs per no respectar el reglament                                                    |
| *                        | Indica un corredor que lluita pel mallot blanc                                                              |                       |                                                                                                  |

| Cofidis            | Cofidis            | Cofidis |
| ------------------ | ------------------ | ------- |
| Núm.               | Ciclista           | Pos.    |
| 1                  | Bobby Julich       | AB 8a   |
| 2                  | Steve De Wolf      | 41      |
| 3                  | Laurent Desbiens   | 100     |
| 4                  | Peter Farazijn     | 63      |
| 5                  | Claude Lamour      | 117     |
| 6                  | Massimiliano Lelli | 34      |
| 7                  | Thierry Loder      | 139     |
| 8                  | Roland Meier       | 15      |
| 9                  | Christophe Rinero  | 79      |
| Director esportiu: |                    |         |

| Mercatone Uno      | Mercatone Uno           | Mercatone Uno |
| ------------------ | ----------------------- | ------------- |
| Núm.               | Ciclista                | Pos.          |
| 11                 | Stefano Garzelli        | 32            |
| 12                 | Marco Artunghi          | AB 14a        |
| 13                 | Sergio Barbero          | 124           |
| 14                 | Roberto Conti           | AB 9a         |
| 15                 | Michele Coppolillo      | AB 9a         |
| 16                 | Marco Fincato           | 53            |
| 17                 | Riccardo Forconi        | 87            |
| 18                 | Dimitri Konyshev        | 62            |
| 19                 | Massimiliano Napolitano | 134           |
| Director esportiu: |                         |               |

| Deutsche Telekom   | Deutsche Telekom | Deutsche Telekom |
| ------------------ | ---------------- | ---------------- |
| Núm.               | Ciclista         | Pos.             |
| 21                 | Erik Zabel       | 89               |
| 22                 | Udo Bölts        | 40               |
| 23                 | Alberto Elli     | 17               |
| 24                 | Giuseppe Guerini | 22               |
| 25                 | Kai Hundertmarck | 110              |
| 26                 | Jörg Jaksche     | 80               |
| 27                 | Jan Schaffrath   | 136              |
| 28                 | Georg Totschnig  | 20               |
| 29                 | Steffen Wesemann | 73               |
| Director esportiu: |                  |                  |

| Mapei-Quick Step   | Mapei-Quick Step       | Mapei-Quick Step |
| ------------------ | ---------------------- | ---------------- |
| Núm.               | Ciclista               | Pos.             |
| 31                 | Pavel Tonkov           | NP 17a           |
| 32                 | Davide Bramati         | 103              |
| 33                 | Gianni Faresin         | 23               |
| 34                 | Manuel Fernández Ginés | 49               |
| 35                 | Paolo Lanfranchi       | 18               |
| 36                 | Bart Leysen            | 133              |
| 37                 | Axel Merckx            | AB 10a           |
| 38                 | Daniele Nardello       | 7                |
| 39                 | Tom Steels             | 104              |
| Director esportiu: |                        |                  |

| Núm.               | Ciclista           | Pos.   |
| Rabobank           |                    |        |
| 41                 | Michael Boogerd    | 56     |
| 42                 | Erik Dekker        | 107    |
| 43                 | Maarten den Bakker | 84     |
| 44                 | Patrick Jonker     | 97     |
| 45                 | Marc Lotz          | 72     |
| 46                 | Robbie McEwen      | 122    |
| 47                 | Léon van Bon       | AB 10a |
| 48                 | Marc Wauters       | AB 2a  |
| 49                 | Beat Zberg         | 109    |
| Director esportiu: |                    |        |

| ONCE-Deutsche Bank | ONCE-Deutsche Bank   | ONCE-Deutsche Bank |
| ------------------ | -------------------- | ------------------ |
| Núm.               | Ciclista             | Pos.               |
| 51                 | Abraham Olano        | 6                  |
| 52                 | Rafael Díaz Justo    | 58                 |
| 53                 | David Etxebarria     | 12                 |
| 54                 | Marcelino García     | AB 5a              |
| 55                 | Santos González      | 61                 |
| 56                 | Luis Pérez Rodríguez | 29                 |
| 57                 | Andrea Peron         | 10                 |
| 58                 | José Luis Rebollo    | 75                 |
| 59                 | Marcos Serrano       | 25                 |
| Director esportiu: |                      |                    |

| Team Polti         | Team Polti        | Team Polti |
| ------------------ | ----------------- | ---------- |
| Núm.               | Ciclista          | Pos.       |
| 61                 | Ivan Gotti        | AB 12a     |
| 62                 | Rossano Brasi     | 127        |
| 63                 | Stefano Cattai    | 66         |
| 64                 | Mirko Crepaldi    | 120        |
| 65                 | Stéphane Goubert  | 74         |
| 66                 | Silvio Martinello | 114        |
| 67                 | Oscar Pelliccioli | AB 14a     |
| 68                 | Fabio Sacchi      | 99         |
| 69                 | Richard Virenque  | 8          |
| Director esportiu: |                   |            |

| Saeco-Cannondale   | Saeco-Cannondale    | Saeco-Cannondale |
| ------------------ | ------------------- | ---------------- |
| Núm.               | Ciclista            | Pos.             |
| 71                 | Mario Cipollini     | AB 9a            |
| 72                 | Giuseppe Calcaterra | NP 15a           |
| 73                 | Salvatore Commesso  | 38               |
| 74                 | Laurent Dufaux      | 4                |
| 75                 | Gian Matteo Fagnini | AB 9a            |
| 76                 | Armin Meier         | 31               |
| 77                 | Paolo Savoldelli    | AB 10a           |
| 78                 | Mario Scirea        | NP 15a           |
| 79                 | Francesco Secchiari | AB 15a           |
| Director esportiu: |                     |                  |

| Lotto-Mobistar     | Lotto-Mobistar      | Lotto-Mobistar |
| ------------------ | ------------------- | -------------- |
| Núm.               | Ciclista            | Pos.           |
| 81                 | Mario Aerts         | 21             |
| 82                 | Fabien De Waele     | 108            |
| 83                 | Sébastien Demarbaix | 130            |
| 84                 | Jacky Durand        | 141            |
| 85                 | Thierry Marichal    | 128            |
| 86                 | Kurt Van De Wouwer  | 11             |
| 87                 | Rik Verbrugghe      | 71             |
| 88                 | Geert Verheyen      | 45             |
| 89                 | Peter Wuyts         | 112            |
| Director esportiu: |                     |                |

| Casino-C'est votre équipe | Casino-C'est votre équipe | Casino-C'est votre équipe |
| ------------------------- | ------------------------- | ------------------------- |
| Núm.                      | Ciclista                  | Pos.                      |
| 91                        | Alexandre Vinokourov      | 35                        |
| 92                        | Stéphane Barthe           | AB 15a                    |
| 93                        | Frédéric Bessy            | 42                        |
| 94                        | Pascal Chanteur           | 91                        |
| 95                        | Fabrice Gougot            | 69                        |
| 96                        | Jaan Kirsipuu             | AB 9a                     |
| 97                        | Gilles Maignan            | 82                        |
| 98                        | Christophe Oriol          | 67                        |
| 99                        | Benoît Salmon             | 16                        |
| Director esportiu:        |                           |                           |

| Lampre-Daikin      | Lampre-Daikin       | Lampre-Daikin |
| ------------------ | ------------------- | ------------- |
| Núm.               | Ciclista            | Pos.          |
| 101                | Marco Serpellini    | 55            |
| 102                | Raivis Belohvoščiks | AB 10a        |
| 103                | Ludo Dierckxsens    | NP 15a        |
| 104                | Pavel Padrnos       | AB 10a        |
| 105                | Mariano Piccoli     | 50            |
| 106                | Marco Pinotti       | 113           |
| 107                | Zbigniew Spruch     | NP 10a        |
| 108                | Ján Svorada         | AB 10a        |
| 109                | Johan Verstrepen    | AB 12a        |
| Director esportiu: |                     |               |

| Kelme-Costa Blanca | Kelme-Costa Blanca       | Kelme-Costa Blanca |
| ------------------ | ------------------------ | ------------------ |
| Núm.               | Ciclista                 | Pos.               |
| 111                | Fernando Escartín        | 3                  |
| 112                | José Castelblanco        | 37                 |
| 113                | Carlos Alberto Contreras | 19                 |
| 114                | Juan José de los Ángeles | 129                |
| 115                | José Javier Gómez        | 59                 |
| 116                | Javier Otxoa             | 86                 |
| 117                | Javier Pascual Llorente  | AB 3a              |
| 118                | Javier Pascual Rodríguez | 33                 |
| 119                | José Ángel Vidal         | 101                |
| Director esportiu: |                          |                    |

| Vitalicio Seguros  | Vitalicio Seguros           | Vitalicio Seguros |
| ------------------ | --------------------------- | ----------------- |
| Núm.               | Ciclista                    | Pos.              |
| 121                | Ángel Casero                | 5                 |
| 122                | Elio Aggiano                | 92                |
| 123                | Hernán Buenahora            | 64                |
| 124                | Francisco Cerezo            | 47                |
| 125                | Francisco Tomás García      | 26                |
| 126                | Álvaro González de Galdeano | 24                |
| 127                | Pedro Horrillo              | 135               |
| 128                | Prudencio Indurain          | 76                |
| 129                | Ginés Salmerón              | AB 9a             |
| Director esportiu: |                             |                   |

| Crédit Agricole    | Crédit Agricole   | Crédit Agricole |
| ------------------ | ----------------- | --------------- |
| Núm.               | Ciclista          | Pos.            |
| 131                | François Simon    | 30              |
| 132                | Magnus Bäckstedt  | AB 12a          |
| 133                | Chris Boardman    | 119             |
| 134                | Sébastien Hinault | 123             |
| 135                | Anthony Langella  | 132             |
| 136                | Stuart O'Grady    | 94              |
| 137                | Cédric Vasseur    | 83              |
| 138                | Henk Vogels       | 121             |
| 139                | Jens Voigt        | 60              |
| Director esportiu: |                   |                 |

| Festina-Lotus      | Festina-Lotus     | Festina-Lotus |
| ------------------ | ----------------- | ------------- |
| Núm.               | Ciclista          | Pos.          |
| 141                | Wladimir Belli    | 9             |
| 142                | Laurent Brochard  | 77            |
| 143                | Jaime Hernández   | 102           |
| 144                | Rolf Huser        | 118           |
| 145                | Fabian Jeker      | 57            |
| 146                | Laurent Lefèvre   | 88            |
| 147                | Laurent Madouas   | 44            |
| 148                | Christophe Moreau | 27            |
| 149                | Didier Rous       | AB 15a        |
| Director esportiu: |                   |               |

| La Française des Jeux | La Française des Jeux | La Française des Jeux |
| --------------------- | --------------------- | --------------------- |
| Núm.                  | Ciclista              | Pos.                  |
| 151                   | Jean-Cyril Robin      | 52                    |
| 152                   | Christophe Bassons    | NP 12a                |
| 153                   | Jimmy Casper          | NP 9a                 |
| 154                   | Frédéric Guesdon      | 106                   |
| 155                   | Stéphane Heulot       | 14                    |
| 156                   | Christophe Mengin     | 70                    |
| 157                   | Lars Michaelsen       | 116                   |
| 158                   | Anthony Morin         | 105                   |
| 159                   | Damien Nazon          | EX 15a                |
| Director esportiu:    |                       |                       |

| Banesto            | Banesto                    | Banesto |
| ------------------ | -------------------------- | ------- |
| Núm.               | Ciclista                   | Pos.    |
| 161                | Alex Zülle                 | 2       |
| 162                | José Luis Arrieta          | 46      |
| 163                | Manuel Beltrán             | NP 16a  |
| 164                | José Vicente García Acosta | 68      |
| 165                | Francisco Mancebo          | 28      |
| 166                | David Navas                | 98      |
| 167                | Jon Odriozola              | 54      |
| 168                | Miguel Ángel Peña          | 43      |
| 169                | César Solaun               | 39      |
| Director esportiu: |                            |         |

| Cantina Tollo-Alexia Alluminio | Cantina Tollo-Alexia Alluminio | Cantina Tollo-Alexia Alluminio |
| ------------------------------ | ------------------------------ | ------------------------------ |
| Núm.                           | Ciclista                       | Pos.                           |
| 171                            | Bo Hamburger                   | AB 15a                         |
| 172                            | Alessandro Baronti             | 138                            |
| 173                            | Gabriele Colombo               | 125                            |
| 174                            | Moreno Di Biase                | AB 11a                         |
| 175                            | Massimo Giunti                 | 95                             |
| 176                            | Marcus Ljungqvist              | 131                            |
| 177                            | Luca Mazzanti                  | 137                            |
| 178                            | Nicola Minali                  | NP 9a                          |
| 179                            | Gianpaolo Mondini              | 81                             |
| Director esportiu:             |                                |                                |

| US Postal Service  | US Postal Service     | US Postal Service |
| ------------------ | --------------------- | ----------------- |
| Núm.               | Ciclista              | Pos.              |
| 181                | Lance Armstrong       | DSQ el 2012       |
| 182                | Frankie Andreu        | 65                |
| 183                | Pascal Deramé         | 140               |
| 184                | Tyler Hamilton        | 13                |
| 185                | George Hincapie       | 78                |
| 186                | Kevin Livingston      | 36                |
| 187                | Peter Meinert-Nielsen | AB 13a            |
| 188                | Christian Vande Velde | 85                |
| 189                | Jonathan Vaughters    | AB 2a             |
| Director esportiu: |                       |                   |

| BigMat-Auber 93    | BigMat-Auber 93     | BigMat-Auber 93 |
| ------------------ | ------------------- | --------------- |
| Núm.               | Ciclista            | Pos.            |
| 191                | Ludovic Auger       | 111             |
| 192                | Thierry Bourguignon | 48              |
| 193                | Christophe Capelle  | 115             |
| 194                | Carlos Da Cruz      | 126             |
| 195                | Thierry Gouvenou    | 96              |
| 196                | Lylian Lebreton     | 51              |
| 197                | Dominique Rault     | 90              |
| 198                | Alexei Sivakov      | 93              |
| 199                | Jay Sweet           | EX 15a          |
| Director esportiu: |                     |                 |